# Жан-Филип Кайе
Жан-Филип Кайе (на френски: Jean-Philippe Caillet) е френски футболист, централен защитник, бивш състезател на Литекс за сезон 2005-2006. За кратко френският бранител се превръща в един от най-класните чужденци, играли в българското първенство, демонстрира завидно самочувствие в центъра на отбраната на ловчанлии. Отбелязва решителния гол срещу хърватския Риека с който ловешкия клуб продължава в следващата фаза от турнира за Купата на УЕФА. С „оранжевите“ взима участие в груповата фаза на турнира. Продаден на белгийския Генк за сумата от 500 000 долара. В договора има отделна клауза, по силата на която, ако „Генк“ влезе в Шампионската лига, Литекс ще получи още 200 000. От началото на 2009 французина е състезател на китайския Тианджин Теда, а от 2010 г. носи екипа на люксембургския Дюделанж.

## Успехи
Генк
- Шампион на Белгия 2007 г.